# Calcis
Calcis o Calcidia (en griego antiguo/katharévousa Χαλκίς/ Chalkís, en griego moderno Χαλκίδα,  Halkídha pronunciado [xal'kiða]), es la capital de la isla de Eubea en Grecia, aunque parte de su término municipal está en el continente, separado por el estrecho de Euripo, de 38 metros de anchura en su punto más angosto. En el continente limita con la unidad periférica de Beocia.

## Toponimia
El nombre se conserva desde la antigüedad y deriva del griego χαλκός (cobre, bronce), aunque no hay rastro de minas en la zona.

## Historia
La leyenda dice que se fundó antes de la guerra de Troya por colonos jonios procedentes del Ática dirigidos por Pandoros, hijo de Erecteo. En los siglos VIII y siglo VII a. C. fundó numerosas colonias y la península Calcídica, en la actual Macedonia Central, tomó el nombre de la ciudad. Fundó otras colonias en la Magna Grecia y Sicilia y en algunas islas del mar Egeo. La colonia más importante fue Cumas, en la Campania (supuestamente fundada en el 1050 a. C.). Otras colonias destacadas fueron Rhegio en la península itálica, y Naxos, Zancle y Tauromenio en Sicilia.
Entre sus hijos ilustres hay que nombrar al orador Iseo y al poeta Licofrón. Aristóteles murió en esta ciudad en el 322 a. C.

### Antigua Grecia
La primera mención de Calcis es en la Ilíada, donde es mencionada entre los lugares de Eubea que enviaron naves a la guerra de Troya y cuyo contingente estaba mandado por Elefénor.
En 1910, Georgios Papavasiliou excavó numerosas tumbas de cámara datadas en el periodo micénico en una colina llamada Trypa a unos 2 km de Calcis pero se desconoce el lugar exacto donde se encontraba el asentamiento principal en esta época.
En los siglos VIII y VII a. C., colonos de Calcis fundaron treinta polis en la península Calcídica, y varias ciudades importantes en Sicilia.
Durante este tiempo el gobierno estaba en manos de la aristocracia representada por los Hippobotis (los hippeis de otras ciudades griegas) que eran los propietarios de tierras en la fértil llanura de Lelantio, entre las ciudades de Calcis y Eretria.
Las dos ciudades se disputaron este territorio en la guerra lelantina en la que muchos de los principales estados de Grecia se aliaron con uno u otro bando. Con la ayuda de sus aliados, Calcis probablemente derrotó a la liga rival de la vecina Eretria con lo cual adquirió el mejor distrito agrícola de Eubea y se convirtió en la principal polis (ciudad estado) de la isla. Aunque Calcis salió victoriosa, las dos ciudades sufrieron un gran desgaste por la prolongada guerra.
A principios del siglo VI a. C., su prosperidad fue interrumpida por una desastrosa guerra con los atenienses, que expulsó al gobierno aristocrático y estableció una cleruquía.
Después de la expulsión de los Pisistrátidas de Atenas, Calcis se unió a Beocia en una guerra contra Atenas, pero los atenienses invadieron Calcis, la derrotaron y confiscaron las tierras que fueron repartidas entre 4000 clerucos de Atenas (506 a. C.). Cuando los persas dirigidos por Datis y Artafernes desembarcaron en Eretria, los clerucos atenienses de Calcis fueron enviados como apoyo a Eretria, pero finalmente estos clerucos decidieron regresar a Atenas.
Los calcideos participaron en la alianza griega contra los persas tanto en la batalla de Artemisio como en la Salamina. Después de que los persas fueron rechazados, la isla se convirtió en tributaria de Atenas. En 445 a. C. las ciudades de la isla y entre ellas principalmente Calcis, se rebelaron contra Atenas, pero Pericles la conquistó y expulsó a la aristocracia de la ciudad de Calcis. Calcis fue miembro de la Liga de Delos durante la guerra del Peloponeso.
El año vigésimo primero de la guerra del Peloponeso, el 411 a. C., la isla se volvió a rebelar contra Atenas. Calcis fue independiente durante un periodo corto. Una vez recuperados los atenienses del fracaso de la expedición a Sicilia de nuevo impusieron su soberanía a Calcis que permaneció en manos de los atenienses hasta la batalla de Queronea, en el 338 a. C., que dejó la Grecia Central en manos de Macedonia. Desde entonces fue un estado independiente de segundo orden.
En el período helenístico, tuvo importancia como fortaleza desde la que los gobernadores macedonios controlaron Grecia central.

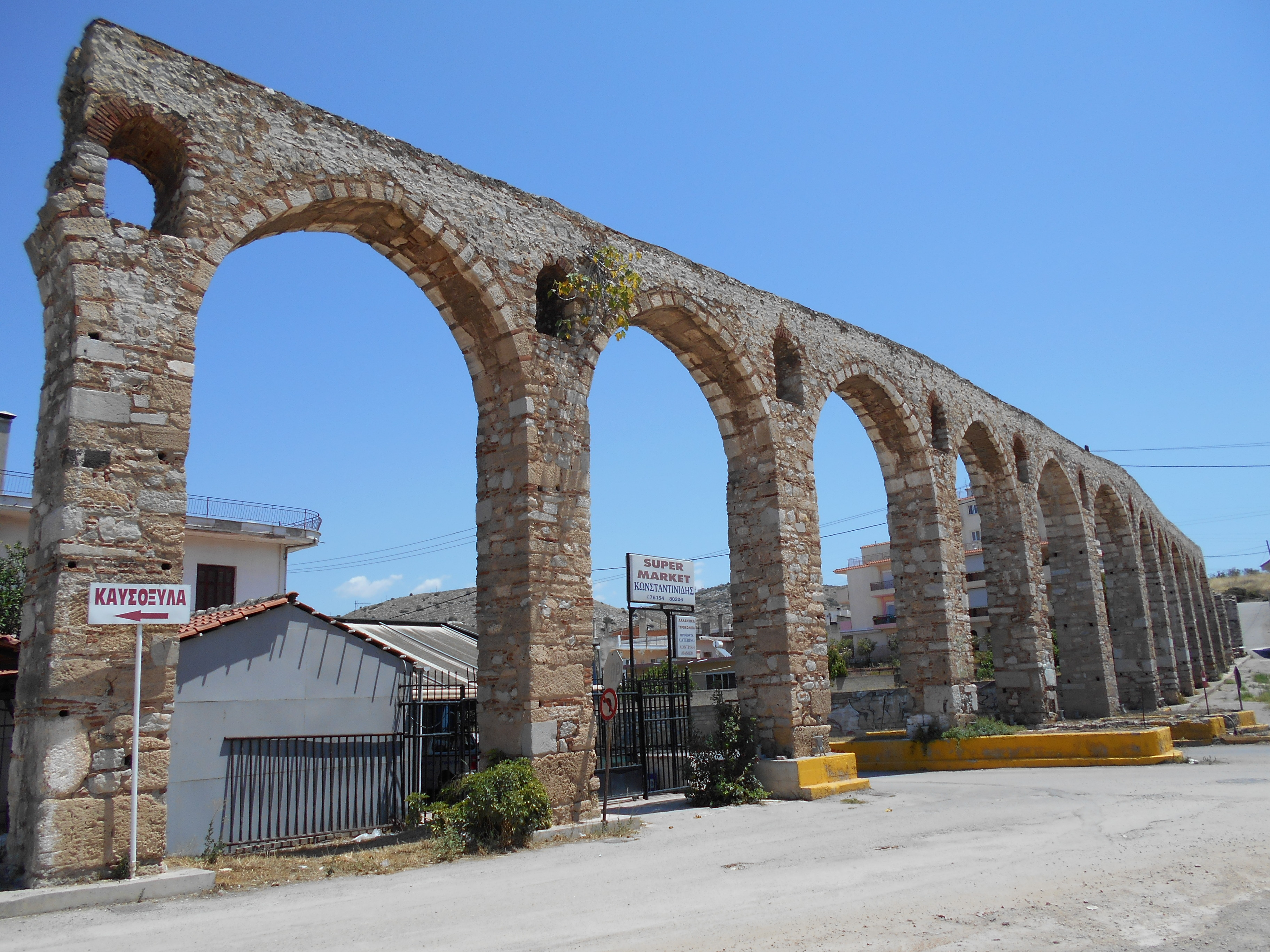
Acueducto romano (Calcis, isla de Eubea).

### Gobierno romano
En 207 a. C. los romanos, dirigidos por Servio Sulpicio Galba, atacaron la ciudad que era dependiente de Macedonia, sin éxito. En 192 a. C. cuando retomaron la guerra los romanos, ocuparon Calcis y mataron a sus habitantes, pero no tenían suficientes hombres para establecer una guarnición.
En la guerra entre Roma y la Liga Etolia, Calcis fue aliada de los romanos, pero cuando los etolios llamaron al seléucida Antíoco III el Grande, los habitantes de Calcis se aliaron con él y lo recibieron en la ciudad. Antíoco, durante su estancia, se enamoró de la hija del principal ciudadano, con la que se casó. Después fue aliada de la Liga Aquea en la última guerra contra Roma y la ciudad fue destruida por Lucio Mumio, pero se pudo recuperar. Sufrió la ocupación de Mitrídates VI Eupator. Permaneció como una ciudad de provincias de Roma y del Imperio romano y fue perjudicada en los siglos IV y V por los ataques godos. A mitad del siglo VI la restauró Justiniano.
Bajo gobierno romano, Calcis conservó cierta prosperidad comercial; desde el siglo VI otra vez sirvió como fortaleza para la protección de la Grecia central contra los invasores del norte.

### Edad Media
En la Edad Media tomó el nombre de Euripos, del que deriva su nombre moderno, Egripo, que llevó hasta que recuperó el de Calcis en el siglo XIX. Fue una posesión de los venecianos (el nombre de Negroponte podría ser una corrupción de Egripo y ponte) desde 1209 y más tarde fue ocupada por los otomanos en 1470, quienes la hicieron sede del pasha. No se conservan restos de la ciudad antigua con la excepción de algunos trozos de mármol de las paredes de algunas casas. En 1688, resistió contra un fuerte ataque veneciano.

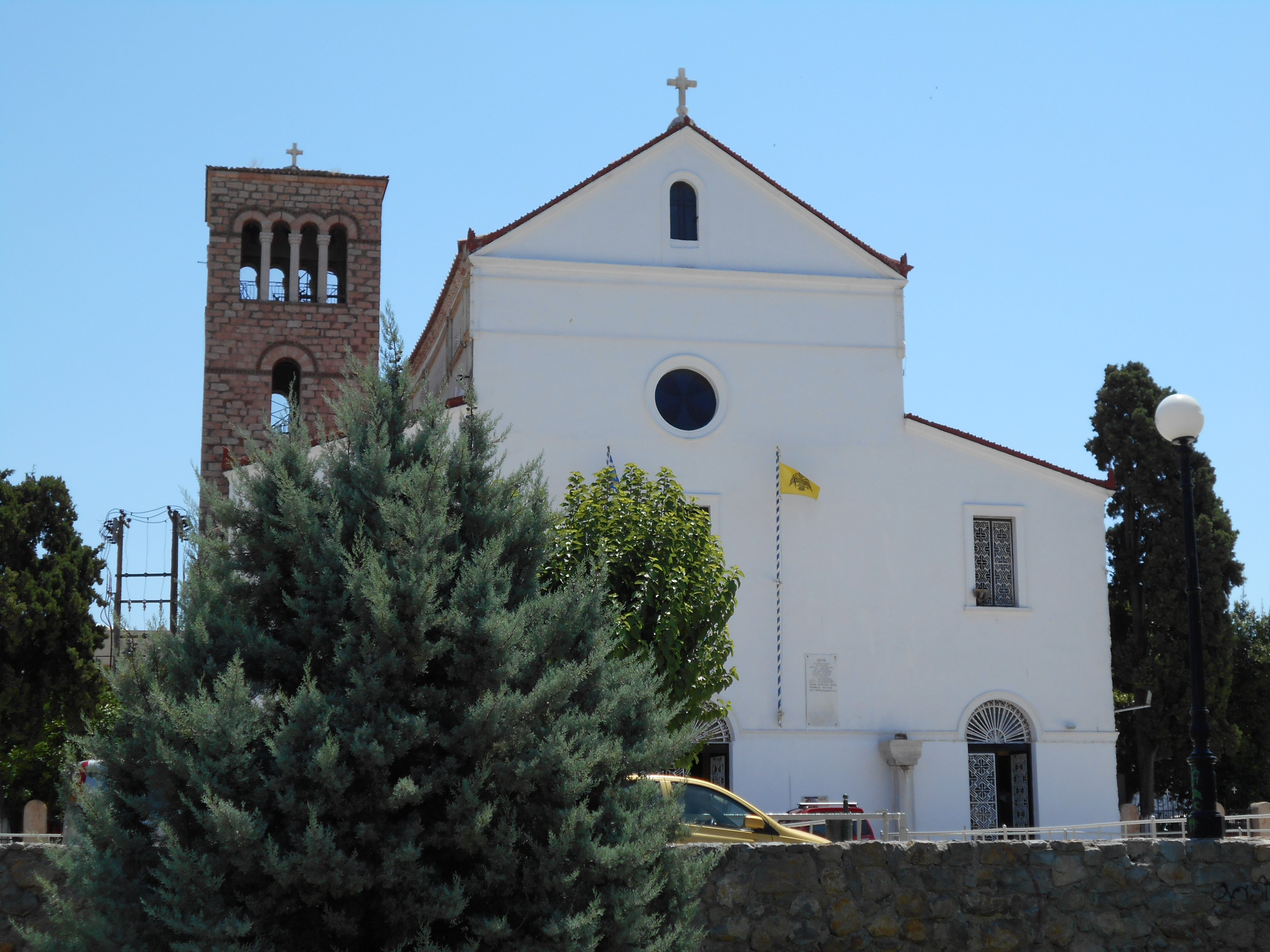
Iglesia de Agia Paraskevi (Calcis, isla de Eubea).

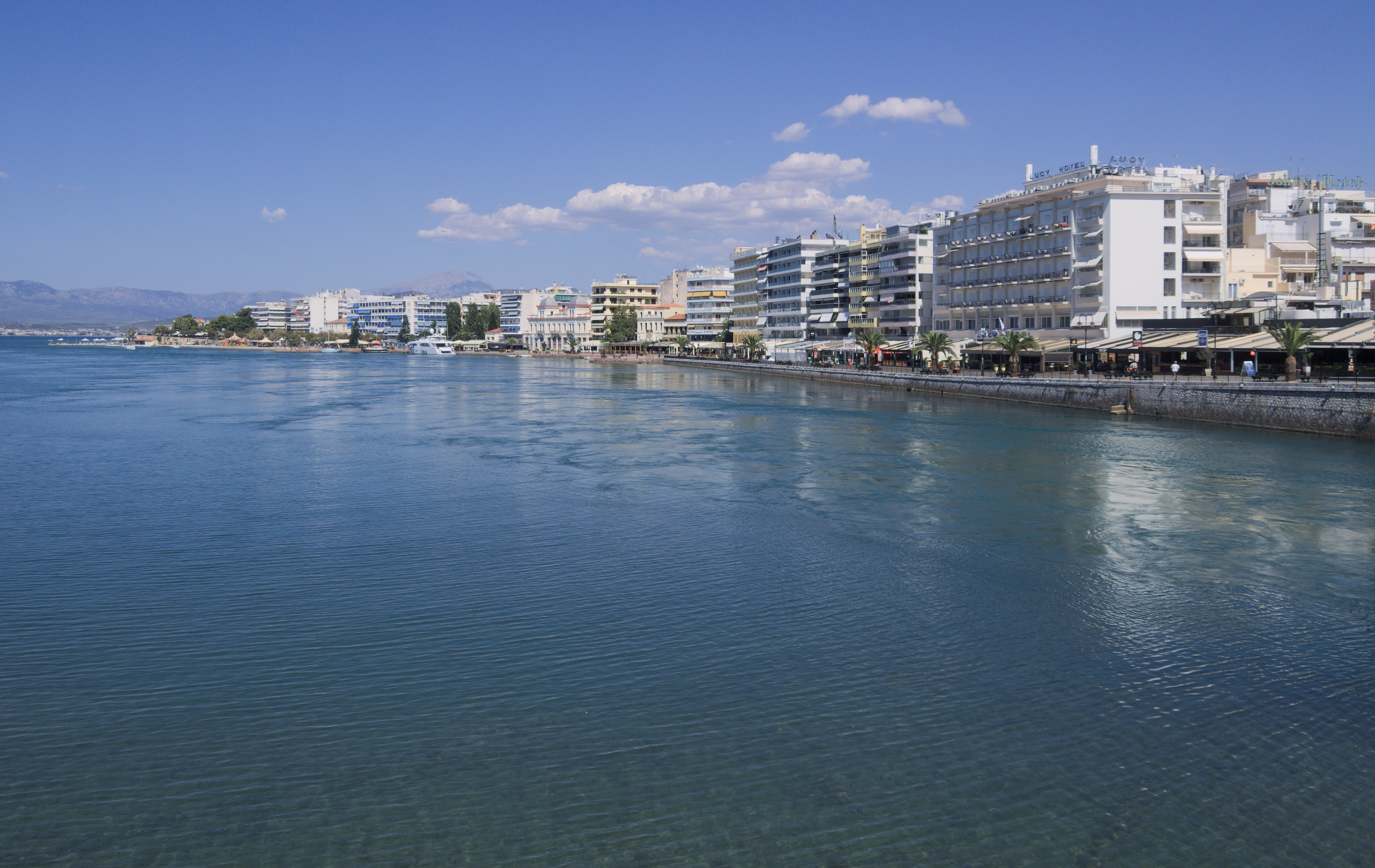
Vista del frente marítimo

### Ciudad moderna
La ciudad moderna recibió un impulso en sus exportaciones comerciales desde el establecimiento de la conexión por ferrocarril con Atenas y El Pireo en 1904, que desde 2007 se encuentra suspendida por los trabajos de renovación que se realizan en dicha conexión. A principios del siglo XX estaba compuesta por dos partes; la vieja ciudad amurallada hacia el Euripo, llamada el Castro, donde las familias judías y turcas habían vivido principalmente; y el suburbio más moderno que se extiende fuera de ella que estaba principalmente ocupado por griegos. Una parte de las murallas del Castro y muchas de las casas fueron sacudidos por el terremoto de 1894; parte han sido demolidas en el ensanche de Euripo. El edificio más interesante es la iglesia de Agio Paraskevi, que fue una de las principales iglesias de los venecianos; data del Imperio bizantino, aunque muchas de sus características arquitectónicas son orientales. En 1899, Calcis se convirtió en la capital de la prefectura de Eubea.
A principios del siglo XXI, Calcis tenía unos 100.000 habitantes. Desde 2001 a 2007 fue la sede de un importante foco cultural que competía con Atenas en torno al Aekínito Theatro Evripo, que fue propiedad de la familia Valeris-Dalajani, y donde se llevaron a cabo importantes exposiciones de arte de vanguardia como las de la pintora Evi Sarantea, estrenos musicales de compositores noveles como los pianistas Lucas Agelinas, Aris Valeris o el músico y actual director del Conservatorio Municipal de Música de la ciudad, Panos Stelios y se llevaron asimismo a cabo representaciones teatrales de grandes montajes modernos como La Casa de Bernarda Alba de Federico García Lorca, con traducción y música originales, La Comedia Negra de Peter Schaffer o las Memorias del Subsuelo de Dostoievski, entre otras importantes piezas de autores griegos contemporáneos. En la actualidad la ciudad cuenta con una escuela de pintura fundada por el pintor Dimitris Mitarás, importantes conservatorios de música como el Odío Sianu y vanguardistas escuelas de ballet como las de la coreógrafa ateniense Mery Matxuca y hasta una escuela municipal de baile flamenco de enorme calidad en la que colabora el destacado guitarrista griego Aristotélis Gianacuras.
Las viejas murallas, cerca del Castro de Kara-Baba (turco, "Padre negro") cerca del mar no permanecen en pie. La considerable comunidad judía fue reducida tras la deportación de la Segunda Guerra Mundial. La ciudad está hoy conectada con el continente griego por un nuevo puente al sur de la parte occidental.

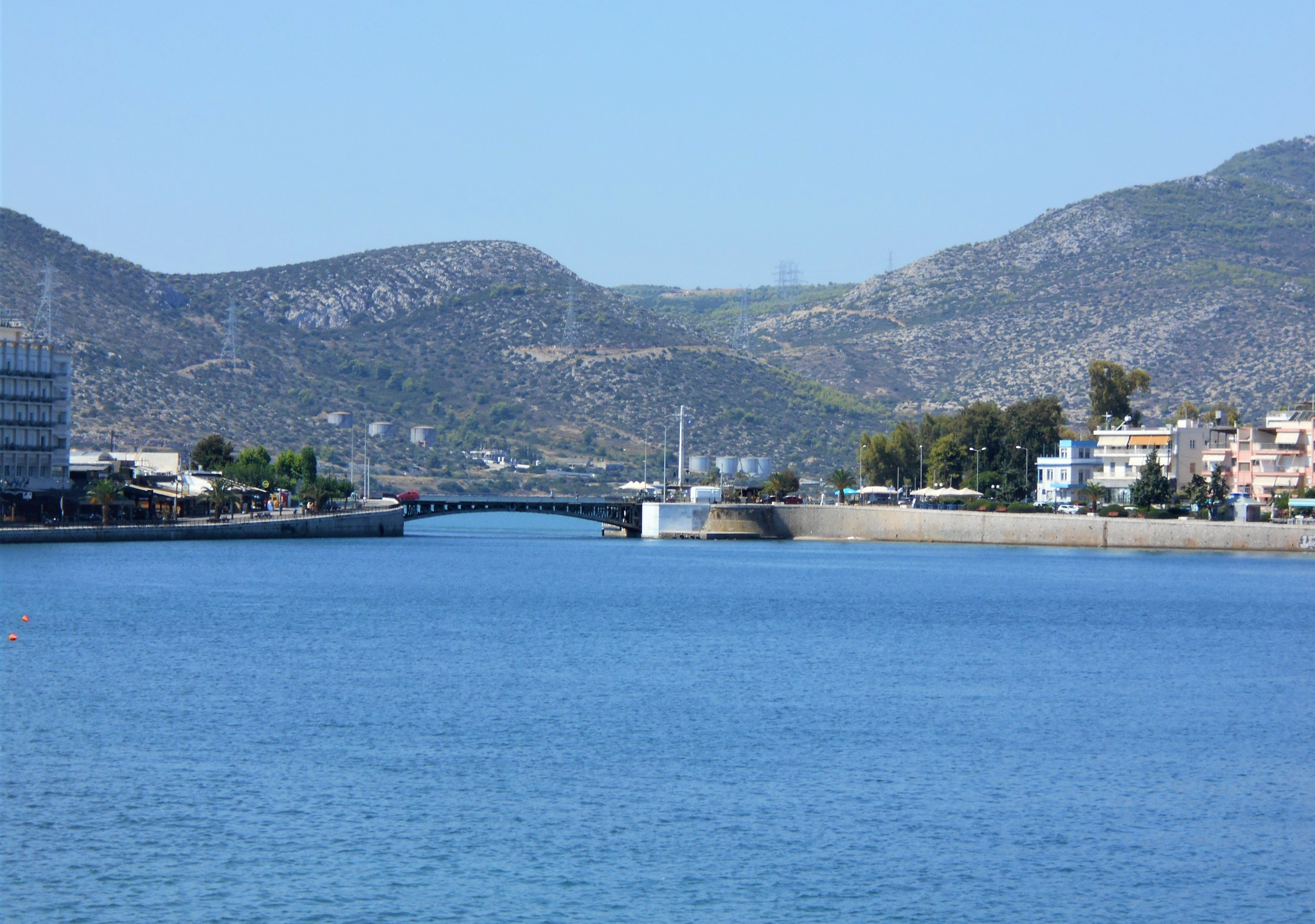
Puente sobre el estrecho del Euripo, acceso a Calcis desde el continente.

## Transporte
- GR-44
- GR-77
- GR-1/E75 está al sur ya oeste a unos 10 km de Calcis en Viotia.

En 2003 fue abierta una vía de circunvalación de Calcis desde la parte del sur del puente para conectar con la GR-77, también con acceso a la GR-44.

## Histórico de población
| Año  | Población comunal | Cambio        | Población municipal |
| ---- | ----------------- | ------------- | ------------------- |
| 1981 | 44.847            | -             | -                   |
| 1991 | 51.646            | +6.799/15,16% | 85.573              |
| 2001 | 53.584            | +1.938/3.75%  | 92.809              |
| 2011 | 59.125            | +5.541/10,34% | 102.223             |

## Residentes notables

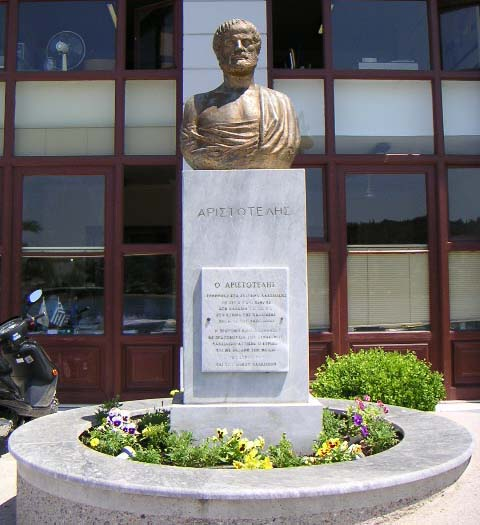
Busto de Aristóteles en Calcis

- Aristóteles (384-322 a. C.), filósofo, vivió en Calcis el último año de su vida.
- Konstantinos Kallias (1901-2004), político.
- Nikolaos Skalkottas (1901-1949), violinista y compositor.
- Giannis Skaribas (1893-1984), poeta y novelista.
- Dimitris Mitaras, pintor.